# Liga Premier de Rusia 2010
La Liga Premier 2010 fue la 19.ª edición de la Liga Premier de Rusia. Se realizó del 12 de marzo al 29 de noviembre de 2010. El campeón fue el club Zenit de San Petersburgo, coronándose por segunda vez en su historia, luego del título obtenido en 2007.
El Alania Vladikavkaz ascendió a la Liga Premier de Rusia en febrero de 2010 por problemas económicos del FC Moscú.
Los dieciséis clubes en competencia disputaron dos ruedas con un total de 30 partidos disputados por club, al final de la temporada, los dos últimos clasificados son relegados y sustituidos por el campeón y subcampeón de la Primera División de Rusia, la segunda categoría de Rusia.

## Equipos
Los clubes Kubán Krasnodar y FK Jimki, descendidos la temporada anterior, son reemplazados para este campeonato por los dos clubes ascendidos, el Anzhi Majachkalá, que vuelve tras haber descendido en 2002, y el Sibir Novosibirsk, que debuta en la Liga Premier.

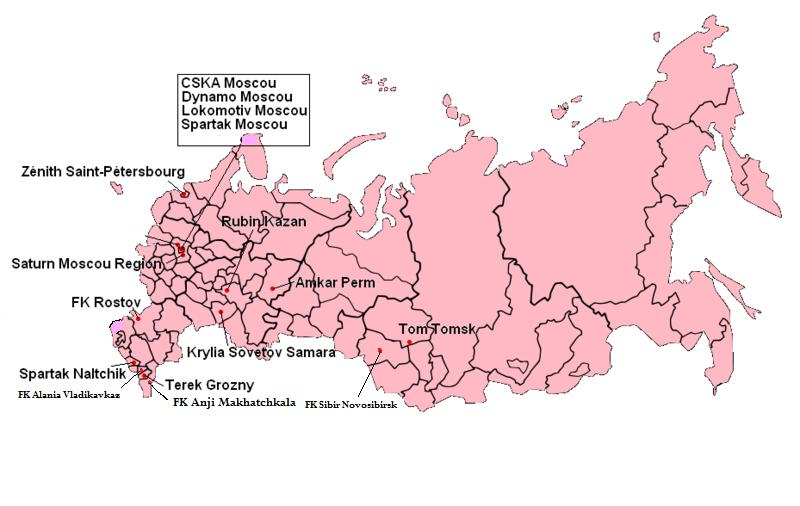
Localización de clubes de la Liga Premier 2010.

| Club                  | Ciudad          | Estadio                   | Capacidad |
| --------------------- | --------------- | ------------------------- | --------- |
| Alania Vladikavkaz    | Vladikavkaz     | Republicano Spartak       | 32.464    |
| Amkar Perm            | Perm            | Estadio Zvezda            | 19.500    |
| Anzhi Majachkalá      | Majachkalá      | Dinamo                    | 16.100    |
| CSKA Moscú            | Moscú           | Arena Jimki               | 18.840    |
| Dinamo Moscú          | Moscú           | Arena Jimki               | 18.840    |
| Krylia Sovetov Samara | Samara          | Estadio Metallurg         | 33.001    |
| Lokomotiv Moscú       | Moscú           | Estadio Lokomotiv         | 28.810    |
| FC Rostov             | Rostov del Don  | Olimp-2                   | 15.842    |
| Rubin Kazán           | Kazán           | Estadio Central           | 28.856    |
| FC Saturn             | Rámenskoye      | Estadio Saturn            | 16.726    |
| Sibir Novosibirsk     | Novosibirsk     | Spartak                   | 12.500    |
| Spartak Moscú         | Moscú           | Estadio Olímpico Luzhniki | 78.360    |
| Spartak Nalchik       | Nálchik         | Estadio Spartak           | 14.194    |
| Terek Grozny          | Grozni          | Sultán Bilimkhanov        | 10.400    |
| Tom Tomsk             | Tomsk           | Trud                      | 14.950    |
| Zenit San Petersburgo | San Petersburgo | Estadio Petrovsky         | 21.358    |

## Tabla de posiciones
- Al final de la temporada, el campeón, subcampeón y tercer lugar clasifican a la Liga de Campeones de la UEFA 2011-12. Mientras que el cuarto y quinto clasificados en el campeonato clasifican a la Liga Europea de la UEFA 2011-12.

|  |     | Equipo                  | PJ | PG | PE | PP | GF | GC | DG  | PTS |
|  | --- | ----------------------- | -- | -- | -- | -- | -- | -- | --- | --- |
|  | 1.  | Zenit San Petersburgo   | 30 | 20 | 8  | 2  | 61 | 21 | 40  | 68  |
|  | 2.  | CSKA Moscú (C)          | 30 | 18 | 8  | 4  | 51 | 22 | 29  | 62  |
|  | 3.  | Rubin Kazán             | 30 | 15 | 13 | 2  | 37 | 16 | 21  | 58  |
|  | 4.  | Spartak Moscú           | 30 | 13 | 10 | 7  | 43 | 33 | 10  | 49  |
|  | 5.  | Lokomotiv Moscú         | 30 | 13 | 9  | 8  | 34 | 29 | 5   | 48  |
|  | 6.  | Spartak Nalchik         | 30 | 12 | 8  | 10 | 40 | 37 | 3   | 44  |
|  | 7.  | Dinamo Moscú            | 30 | 9  | 13 | 8  | 38 | 31 | 7   | 40  |
|  | 8.  | Tom Tomsk               | 30 | 10 | 7  | 13 | 35 | 43 | -8  | 37  |
|  | 9.  | FC Rostov               | 30 | 10 | 4  | 16 | 27 | 44 | -17 | 34  |
|  | 10. | FC Saturn1              | 30 | 8  | 10 | 12 | 27 | 38 | -11 | 34  |
|  | 11. | Anzhi Majachkalá (A)    | 30 | 9  | 6  | 15 | 29 | 39 | -10 | 33  |
|  | 12. | Terek Grozny            | 30 | 8  | 9  | 13 | 28 | 34 | -6  | 33  |
|  | 13. | Krylia Sovetov Samara   | 30 | 7  | 10 | 13 | 28 | 40 | -12 | 31  |
|  | 14. | Amkar Perm              | 30 | 8  | 6  | 16 | 24 | 35 | -11 | 30  |
|  | 15. | Alania Vladikavkaz2 (A) | 30 | 7  | 9  | 14 | 25 | 41 | -16 | 30  |
|  | 16. | Sibir Novosibirsk (A)   | 30 | 4  | 8  | 18 | 34 | 58 | -24 | 20  |

- (C) Campeón de la Copa de Rusia.
- (A) Club ascendido la temporada anterior.

1 Saturn se disolvió a finales de temporada tras acumular deudas de 800 millones de rublos rusos.
2 A pesar de haber descendido, el Alania Vladikavkaz participará en la tercera fase de clasificación de la Liga Europea de la UEFA 2011-12 como finalista de la Copa de Rusia 2010-11, donde perdió la final ante el CSKA de Moscú, clasificado para la Liga de Campeones.
|  | Campeón y clasificado para la Liga de Campeones de la UEFA 2011-12 |
|  | Clasificado para la Liga de Campeones de la UEFA 2011-12           |
|  | Clasificado para la Liga Europea de la UEFA 2011-12                |
|  | Se disolvió a finales de temporada                                 |
|  | Descendido a la Liga Nacional 2011-12                              |

| Rusia                                   |
| Campeón Zenit San Petersburgo 2° título |

## Goleadores
| Pos. | Jugador             | Goles | Equipo                |
| ---- | ------------------- | ----- | --------------------- |
| 1    | Welliton            | 19    | Spartak de Moscú      |
| 2    | Oleksandr Aliyev    | 14    | Lokomotiv Moscú       |
| 2    | Serguéi Kornilenko  | 14    | Tom Tomsk/Rubín Kazán |
| 4    | Aleksandr Kerzhakov | 13    | Zenit San Petersburgo |
| 5    | Vladímir Diadiún    | 10    | Spartak Nalchik       |
| 5    | Danny Alves         | 10    | Zenit San Petersburgo |
| 5    | Artiom Dziuba       | 10    | Tom Tomsk             |
| 8    | Shamil Asildárov    | 9     | FC Terek Grozny       |
| 8    | Kevin Kurányi       | 9     | Dinamo de Moscú       |
| 8    | Vágner Love         | 9     | CSKA Moscú            |